# Lulu Ranne
Lulu Sirkku Susanna Ranne (née Niemelä le 12 juillet 1971 à Kristinestad) est une femme politique Finlandaise.

## Biographie
Lulu Ranne obtient un diplôme d'ingénieur de l'Université technologique de Tampere en 1998,.

## Carrière politique
Lulu Ranne est élue au conseil municipal de Hämeenlinna lors des élections municipales finlandaises de 2008 avec 161 voix en tant que candidate du parti de la coalition nationale.
Lulu Ranne est candidate au poste de député du parti de la coalition nationale aux élections législatives finlandaises de 2011. 
Au printemps 2012, elle passe au parti des Finlandais.
Lulu Ranne est candidate au poste député pour la deuxième fois en 2015. Elle devient députée suppléante. Elle entre au Parlement lors de sa troisième tentative lors des élections législatives finlandaises de 2019 avec 7 812 voix dans la circonscription du Häme. Aux élections législatives finlandaises de 2023, elle est réélue avec 10 665 voix et, juste après les élections, elle est élue présidente du groupe parlementaire du parti des Finlandais.
Lulu Ranne est vice-présidente de Liberté nordique. 
Elle est ministre des Transports et des Communications du gouvernement Orpo depuis le 20 juin 2023.